# Melinda Nadj Abonji
Melinda Nadj Abonji (en hongrois: Nagy Abonyi Melinda, née le 22 juin 1968 à Bečej, en Yougoslavie (en Serbie actuelle) est une écrivaine, musicienne et artiste de performance hongro-suisse. 

## Biographie
Melinda Nadj Abonji est née dans la minorité hongroise de Voïvodine, alors yougoslave. Elle est élevée par sa grand-mère puis rejoint à six ans ses parents réfugiés à Küsnacht en Suisse. De cette expérience, alors qu'elle termine ses études à l'université de Zurich, elle tire le roman "Pigeon, vole" qui obtient en 2010 le Prix du livre allemand ainsi que le Prix suisse du livre. Elle est membre de l'association des Autrices et auteurs de Suisse.

## Œuvres
- Im Schaufenster im Frühling. Roman. Ammann Verlag, Zürich 2004,  (ISBN 3-250-60073-3)[2].
- Tauben fliegen auf. Roman. Jung und Jung, Salzburg 2010,  (ISBN 978-3-902497-78-9)[3].
- Schildkrötensoldat. Roman. Suhrkamp Verlag, Berlin 2017,  (ISBN 978-3-518-42759-0).

### Traductions françaises
- "Pigeon, vole"[4],[5] ((de) "Tauben fliegen auf") traduit par Françoise Toraille, Éditions Métailié, Paris 2012  (ISBN 978 2 86424 877 4)

## Source
- (de) Cet article est partiellement ou en totalité issu de l’article de Wikipédia en allemand intitulé « Melinda Nadj Abonji » (voir la liste des auteurs).